# Tonganoxie
Tonganoxie is een plaats (city) in de Amerikaanse staat Kansas, en valt bestuurlijk gezien onder Leavenworth County.

## Demografie
Bij de volkstelling in 2000 werd het aantal inwoners vastgesteld op 2728.
In 2006 is het aantal inwoners door het United States Census Bureau geschat op 4101, een stijging van 1373 (50,3%).

## Geografie
Volgens het United States Census Bureau beslaat de plaats een oppervlakte van
8,1 km², geheel bestaande uit land. Tonganoxie ligt op ongeveer 260 m boven zeeniveau.

## Plaatsen in de nabije omgeving
De onderstaande figuur toont nabijgelegen plaatsen in een straal van 20 km rond Tonganoxie.